# Distretto di Sidone
Il distretto di Sidone è un distretto amministrativo del Libano, che fa parte del governatorato del Sud Libano. Il capoluogo del distretto è Sidone.